# Partido judicial de Santiago de Compostela
El Partido judicial de Santiago de Compostela es uno de los 45 partidos judiciales en los que se divide la comunidad autónoma de Galicia, siendo el partido judicial n.º 2 de la provincia de La Coruña , y uno de  los 14 partidos judiciales de dicha provincia.
Comprende las localidades de:
- Ames
- Boqueijón
- Santiago de Compostela
- Teo
- Vedra